# لارس امیل جوهانسن
لارس امیل جوهانسن (انگلیسی: Lars Emil Johansen؛ زادهٔ ۲۴ سپتامبر ۱۹۴۶) یک سیاست‌مدار اهل گرینلند است.